# Nyctiprogne leucopyga
Nyctiprogne leucopyga là một loài chim trong họ Caprimulgidae. Loài này được tìm thấy ở Bolivia, Brazil, Colombia, Ecuador, Guyane thuộc Pháp, Guyana, Paraguay, Peru và Venezuela.

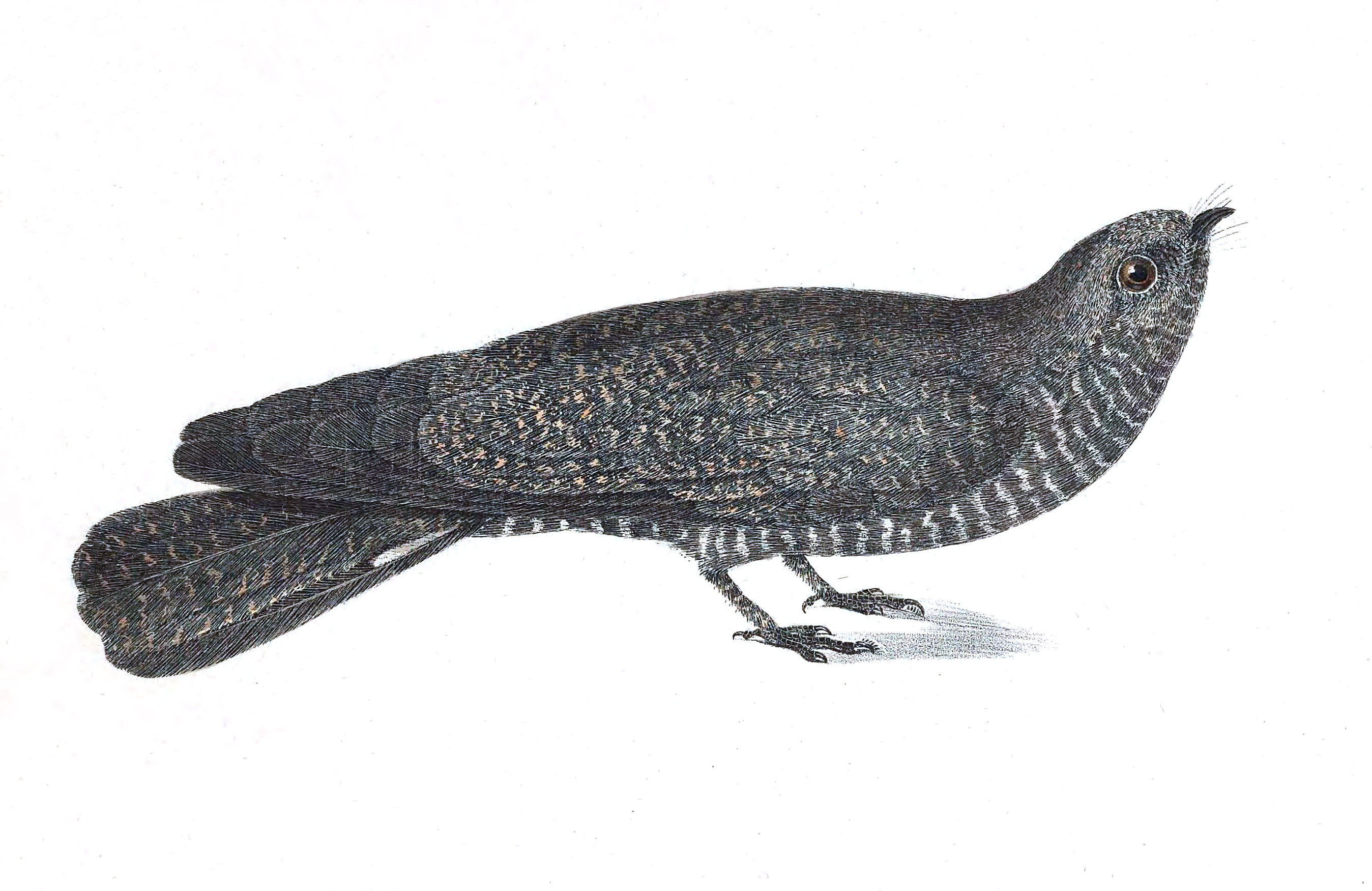
Nyctiprogne leucopyga